# Série (biologie)
Pour les articles homonymes, voir Série.

## Enbotanique
Pour les botanistes, une série est un taxon de bas niveau, placé immédiatement sous la sous-section mais au-dessus de l'espèce.

## En biologie marine
Pour le biologiste marin, les séries biologiques sont des données d'observation, quantitatives ou qualitatives,  ponctuelles ou continues dans le temps, qui permettent de suivre l'évolution du milieu et des espèces. De telles séries sont réalisées et conservées par les laboratoires de biologie marine, dont le premier créé dans le monde fut celui de Concarneau (il y a plus de 150 ans). 

« Les séries à long terme constituent un élément central des recherches menées en océanographie depuis plusieurs décennies dans le but de mieux décrire et comprendre la variabilité basse fréquence des paramètres environnementaux et leurs répercussions sur la dynamique des écosystèmes marins ». Les séries biologiques quand elles sont disponibles sur un pas de temps assez longs renseignent par exemple sur les réponses de la biodiversité, des espèces, des habitats ou du fonctionnement des écosystèmes ou de certains services écosystémiques face :
- au forçage climatique ;
- aux perturbations anthropiques (Pêche, surpêche, effluents urbains, artificialisation du littoral, eutrophisation, pollution marine, apports terrigènes (dont fluviatiles), déchets en mer, dérangement, pressions de l'artificialisation, engrais, pesticides, munitions immergées...) ;
- aux introductions biologiques, dont espèces invasives ;

Elles renseignent aussi sur les capacités de résilience écologique, ou de restauration par l'homme d'habitats après certaines perturbations
En France, ces séries biologiques sont acquises par les stations de biologie marine, de Concarneau, Roscoff, Wimmereux, etc., ainsi que par Ifremer et des universités (dont notamment l’université de Bretagne occidentale). La SBR de Roscof accumule par exemple des données quantitatives et qualitatives sur la faune et flore marines depuis plus de 130 ans, en partie publiées dans la série des "Inventaires de la Flore et de la Faune marines" et qui pourraient bientôt être informatisées.